# Dyssodia pinnata
Dyssodia pinnata là một loài thực vật có hoa trong họ Cúc. Loài này được (Cav.) B.L.Rob. mô tả khoa học đầu tiên năm 1913.